# Кручиця (Дубровачко Примор'є)
42°47′ пн. ш. 17°51′ сх. д. / 42.78° пн. ш. 17.85° сх. д.
Кручиця (хорв. Kručica) — населений пункт у Хорватії, у Дубровницько-Неретванській жупанії у складі громади Дубровачко Примор'є.

## Населення
Населення за даними перепису 2011 року становило 34 осіб.
Динаміка чисельності населення поселення: